# 캄브로파키코페
캄브로파키코페(학명: Cambropachycompe)는 캄브리아기에 살았던 멸종한 1.5mm 크기에 달하는 소형 절지동물의 한 속으로, 스웨덴 남부 외르스텐 라거슈테테에서 발굴된 것이다. 여러 파생요소들을 가지고 있는 것으로 확인이 되는데, 왕방울만한 커다란 눈을 가지고 있는 것이 특기할 만한 사항이다.

## 생김새

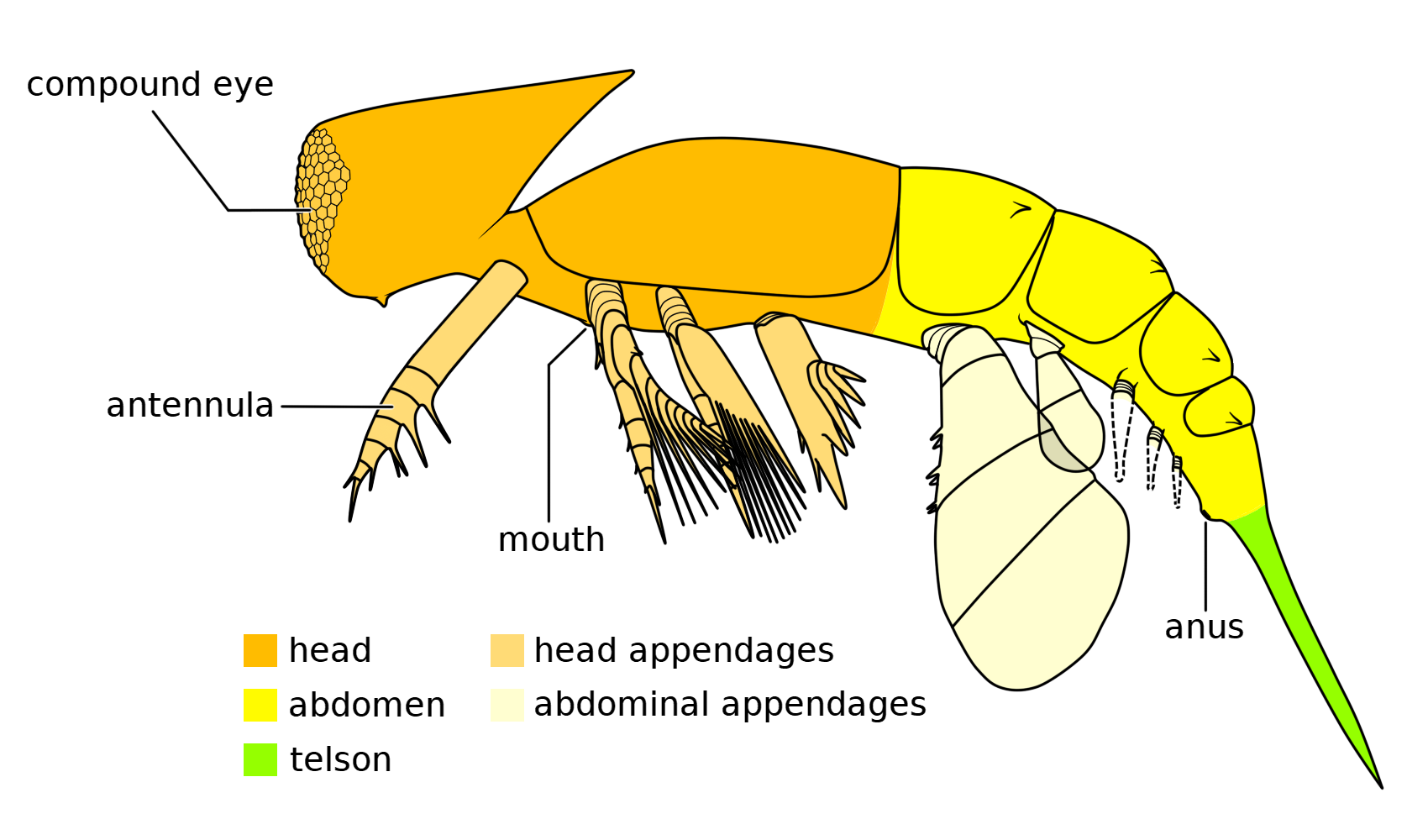
캄브로파키코페의 구조도

캄브로파키코페의 머리 앞에는 특이하게 튀어나온 커다란 겹눈이 자리잡고 있다. 눈의 구조는 잘 보존되어 있으며 안팎이 투명한 소재로 된 층 2겹과 어두운 빛의 물질을 함유하는 텅 빈 가운뎃층 1겹으로 된 각막이 있다. 가운뎃층은 아마도 햇빛을 산란시키기 위해 푸른 빛을 걸러내도록 썼을 것이다.
머리에 다리 네 쌍이 있다. 첫 번째 쌍은 더듬이로 취급하며 나머지 다리는 두 갈래이다(biramous). 입은 두 번째 다리 쌍에서 앞쪽에 있으며 수직방향으로 나 있다.
 복부는 네 마디로 이루어져 있으며 노 모양의 다리 두 쌍과 꼬리마디를 지닌다.

## 생태
이들의 눈 구조를 볼 때에 캄브로파키코페는 아마도 포식자였을 것이다.

## 계통분류
캄브로파키코페가 속하는 캄브로파키코페과는 오래전의 논문에서부터 범갑각류에 속하는 초기 줄기군인 것으로 여겨졌다. 헤닝스모에니카리스(Henningsmoenicaris), 마르틴소니아(Martinssonia) 또한 이들처럼 외르스텐에서 발견되었으며 이들이 캄브로파키코페과와 한데 묶여 다계통군과 유사한 분류군에 들어가 있는 것으로 추정했다. 전체로는 이것이 갑각류의 기원이 되는 결과가 될 수 있을 것이라 여겼다. 그러나 근래의 연구에 들어서는 캄브로파키코페과가 범갑각류의 바깥에 위치해 있다 보고 있으며, 대악동물군의 줄기군으로 단순 처리되었다.

## 같이 보기
- 고티카리스